# المعلومات المضللة المتعلقة بتقنية الجيل الخامس

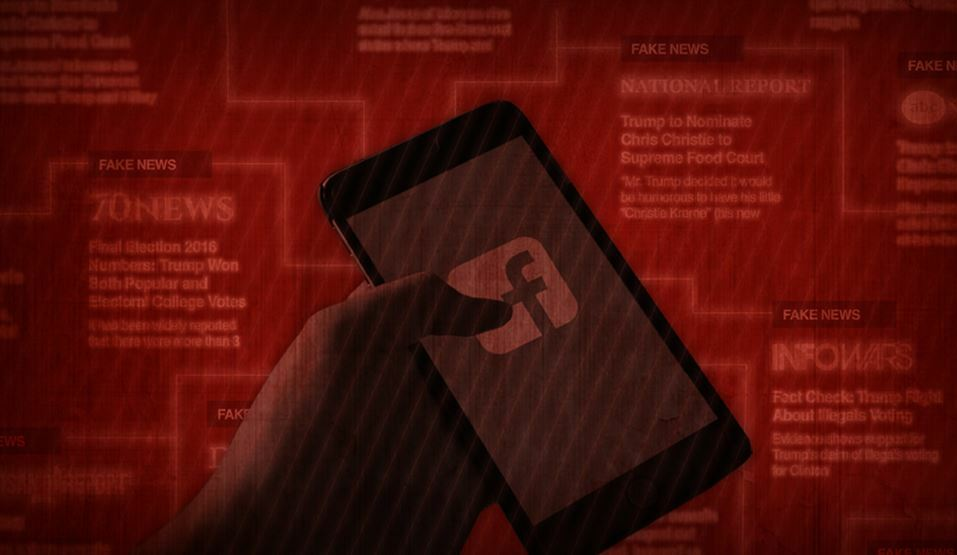

تنتشر المعلومات المضللة المتعلقة بتقنية الجيل الخامس في العديد من دول العالم. كما رُوّج لنشر معلومات كاذبة ونظريات المؤامرة من قبل عامة الناس والمشاهير. في وسائل التواصل الاجتماعي، قُدّمت المعلومات الخاطئة المتعلقة بشبكة الجيل الخامس كحقائق، ونُشرت على نطاق واسع. لا توجد آثار صحية ضارة مثبتة علميًا من التعرض لإشعاع التردد اللاسلكي من الجيل الخامس بمستويات أقل من تلك التي اقترحتها المبادئ التوجيهية للهيئات المنظمة، بما في ذلك اللجنة الدولية للحماية من الإشعاع غير المؤين. علاوة على ذلك، أظهرت الدراسات أنه لا توجد زيادة ملحوظة في التعرض الكهرومغناطيسي للترددات الراديوية اليومية منذ عام 2012، على الرغم من زيادة استخدام أجهزة الاتصال.

## الامتداد
في دراسة استقصائية أجريت في الولايات المتحدة، سُئل 1500 بالغ عما إذا كانت حكومة الولايات المتحدة تستخدم لقاح كوفيد-19 لوضع الرقائق الدقيقة بين السكان. قال 5% من المشاركين في الاستطلاع أن هذا صحيح بالتأكيد وقال 15% أنه ربما كان صحيحًا. يعتقد الكثيرون خطًا أنه سوف يتم التحكم في هذه الرقائق الدقيقة عبر 5G. في استطلاع أجري بين سكان دول الشمال، أجاب 61% أنهم لا يعرفون ما يكفي عن 5G، أو كيف تؤثر على حياتهم.  في عام 2018، صرّح 67% من المستهلكين في بلدان الشمال الأوروبي عن أنهم سيتحولون في النهاية إلى 5G عندما يصبح متاحًا. في عام 2020، انخفض هذا الرقم إلى 61%، وهو ما قد يرجع إلى معلومات خاطئة تتعلق بشبكة 5G. قد يكون ذلك أيضًا بسبب النقص الملحوظ في فوائد 5G على 4G الحالي من حيث تطبيقات المستهلك.
قال ثلث البريطانيين في استطلاع عام 2020 إنهم لا يستطيعون استبعاد وجود صلة بين كوفيد-19 و5G. يعتقد 8% من المشاركين في الاستطلاع أن هناك صلة بين الاثنين، بينما ظل 19% غير متأكدين.
أظهرت دراسة أجريت عام 2020 والتي رصدت البيانات من غوغل أن عمليات البحث المتعلقة بفيروس كورونا و5G بدأت في أوقات مختلفة، لكنها بلغت ذروتها في نفس الأسبوع من 5 أبريل في ستة بلدان.
أُبلغ عن معلومات مضللة حول أصل جائحة كوفيد-19، مثل مصدره من تقنية 5G، لتسبب قلقًا أكبر في دراسة أجريت في الأردن.
أظهرت دراسة أجريت عام 2020 لتحليل بيانات تويتر المتعلقة بالتغريدات حول شبكات 5G و كوفيد-19 أن 34% من المغردين يؤمنون بدور 5G في تفشي كوفيد-19، بينما استنكرها 32% أو سخروا منها.

## التأثير
أدت النظريات الصحية غير المدعومة بالفعل إلى تخريب وحرق بعض معدات الجيل الخامس، لا سيما في المملكة المتحدة. أدت المخاوف الصحية التي لا أساس لها من الصحة إلى توقف ترقيات الشبكة اللازمة للوصول إلى سرعات أعلى في بعض المدن، بينما أدت جائحة فيروس كورونا إلى إبطاء مبيعات الهواتف المتوافقة مع شبكات الجيل الخامس.

### جهود مكافحة المعلومات المضللة
قامت العديد من المنظمات، بما في ذلك منظمة الصحة العالمية، بإنشاء خرافات أسطورية ومواد تثقيفية لمواجهة المعلومات الخاطئة المتعلقة بشبكة الجيل الخامس، لا سيما حول تأثيرها على الصحة. لاحظ البرلمان الأسترالي، في تحقيقه في تكنولوجيا 5G، أن ثقة المجتمع في 5G قد اهتزت بسبب المعلومات الخاطئة الواسعة، وصعدت الوكالات الحكومية وكذلك الصناعات لتقديم معلومات جديرة بالثقة للجمهور.
توصي دراسة أجريت عام 2020 بأن إدانة نظرية 5G وكوفيد-19 من قبل زعيم عالمي كان من شأنه أن يساعد في التخفيف من انتشار المعلومات المضللة. توصي الدراسة أيضًا بأن مكافحة المعلومات المضللة يجب أن تجري بشكل مثالي في النظام الأساسي حيث تُشارك المعلومات المضللة. يمكن أن تساعد نداءات الشخصيات الثقافية ذات المتابعين الكثيرين على وسائل التواصل الاجتماعي أيضًا في تقليل المعلومات المضللة. يمكن لعامة الناس إيقاف انتشار المعلومات المضللة عن طريق الإبلاغ عن المحتوى الضار وكذلك من خلال عدم مشاركتها أو التعامل معها.